# Ashmūn
Ashmūn es un distrito de la gobernación de Menufia, Egipto. En julio de 2017 tenía una población estimada de 848 652 habitantes.
Se encuentra ubicado en la zona sur del delta del Nilo, a poca distancia al norte de El Cairo.